# Tobias Sippel
Tobias Sippel (Bad Dürkheim, 22 maart 1988) is een Duits voetballer die als keeper speelt. Hij verruilde FC Kaiserslautern in juli 2015 voor Borussia Mönchengladbach.

## Clubcarrière
Sippel verruilde SV 1911 Bad Dürkheim op tienjarige leeftijd voor FC Kaiserslautern. In 2006 tekende hij zijn eerste profcontract. Tijdens het seizoen 2007/08 werd hij eerste doelman. In zijn eerste seizoen speelde hij 25 competitiewedstrijden. Tijdens het seizoen 2012/13 incasseerde Sippel 33 tegendoelpunten in 34 wedstrijden in de 2. Bundesliga. De club eindigde op een derde plaats, maar verloor de play-offwedstrijden tegen 1899 Hoffenheim waardoor het nog een jaar langer verplicht was om in de 2. Bundesliga te spelen.
Sippel tekende in mei 2015 bij Borussia Mönchengladbach, dat net als derde was geëindigd in de Bundesliga. Hier ging hij functioneren als reservedoelman achter Yann Sommer.

## Interlandcarrière
Sippel kwam achtmaal uit voor Duitsland -21. Op 5 februari 2008 zat hij voor het eerst in de selectie voor een interland tegen België -21. Hij debuteerde op 5 september 2008 tegen Noord-Ierland -21. Op 6 mei 2010 werd hij door bondscoach Joachim Löw bij de selectie van het Duits nationaal elftal gehaald voor een oefeninterland tegen Malta.

## Erelijst
| Competitie             |                      |                      |                      |                      |
| Competitie             | Aantal               | Jaren                |                      |                      |
| 1. FC Kaiserslautern   | 1. FC Kaiserslautern | 1. FC Kaiserslautern | 1. FC Kaiserslautern | 1. FC Kaiserslautern |
| ---------------------- | -------------------- | -------------------- | -------------------- | -------------------- |
| Kampioen 2. Bundesliga | 1x                   | 2009/10              |                      |                      |
| Duitsland -21          |                      |                      |                      |                      |
| Europees kampioen -21  | 1x                   | 2009                 |                      |                      |

1 Omlin  ·
2 Chiarodia ·
3 Itakura ·
5 Friedrich ·
7 Stöger ·
8 Weigl ·
9 Honorat ·
10 Neuhaus ·
11 Kleindienst ·
13 Fukuda ·
14 Pléa ·
16 Sander ·
19 Ngoumou ·
20 Netz ·
21 Sippel ·
22 Lainer ·
25 Hack ·
26 Ullrich ·
27 Reitz ·
28 Ranos ·
29 Scally ·
30 Elvedi ·
31 Čvančara ·
33 Nicolas ·
38 Borges Sanches ·
41 Olschowsky ·
Coach: Seoane
· Assistent-coach: Neuville